# مسجد السيدة مسيكة
مسجد السيدة مسيكة هو مسجد قديم من مساجد مدينة تونس،كان يقع بالرّبض الشمالي للمدينة، تمّ تدميره أثناء إعادة ترميم الحلفاوين.

## الموقع
كان يقع بنهج القنطرة.

## التّسمية
استمدّ المسجد تسميته من اسم الوليّة الصّالحة السّيدة مسيكة والتي كانت تُعرف بحكمتها وأخلاقها.